# 1952年オスロオリンピックのオランダ選手団
1952年オスロオリンピックのオランダ選手団（1952ねんオスロオリンピックのオランダせんしゅだん）は、1952年2月14日から2月25日までノルウェーのオスロで開催された1952年オスロオリンピックのオランダ選手団、およびその競技結果。

## 概要
今大会は銀メダル3個を獲得した。
スピードスケート男子5000mでケース・ブルークマンが銀メダルを獲得し、オランダに冬季オリンピック初のメダルをもたらした。続く男子1500mでビレム・ファン・デル・フォールト、10000mで再びケース・ブルークマンがそれぞれ銀メダルを獲得した。

## メダル
| メダル | 選手名                           | 競技             | 種目       |
| ------ | -------------------------------- | ---------------- | ---------- |
| 銀     | ビレム・ファン・デル・フォールト | スピードスケート | 男子1500m  |
| 銀     | ケース・ブルークマン             | スピードスケート | 男子5000m  |
| 銀     | ケース・ブルークマン             | スピードスケート | 男子10000m |